# Цесна (футбольный клуб, Акмола, 1992)
«Цесна» (каз. Цесна футбол клубы) — бывший казахстанский футбольный клуб из города Акмола (ныне Астана). В 1992 году выиграл групповой этап в зоне «Центр», не проиграв ни одной игры. В финале Первой лиги занял второе место после павлодарской команды «Юность». В 1993 году сыграв неудачно первый круг в Рудном, команда заняла предпоследние место в своей группе. Снялась с розыгрыша и не стала играть второй круг в Павлодаре, также, как и занявшие последние место «Горняк» (Аркалык). В оставшихся матчах были засчитаны поражения.
В 1994 году клуб прекратил существование, а «Целинник» из Высшей лиги был переименован в «Цесна».

## Статистика
| Год  | Лига           | Место | И  | В  | Н | П | Мячи   | Очки |
| ---- | -------------- | ----- | -- | -- | - | - | ------ | ---- |
| 1992 | Группа «Центр» | 1     | 12 | 10 | 2 | 0 | 37 — 7 | 22   |
| 1992 | Финал          | 2     | 5  | 3  | 1 | 1 | 12 — 3 | 7    |
| 1993 | Группа «Центр» | 6     | 11 | 1  | 1 | 9 | 6 — 12 | 3    |

## Достижения
- Серебряный призёр Первой лиги Казахстана: 1992